# Dode steden in Syrië

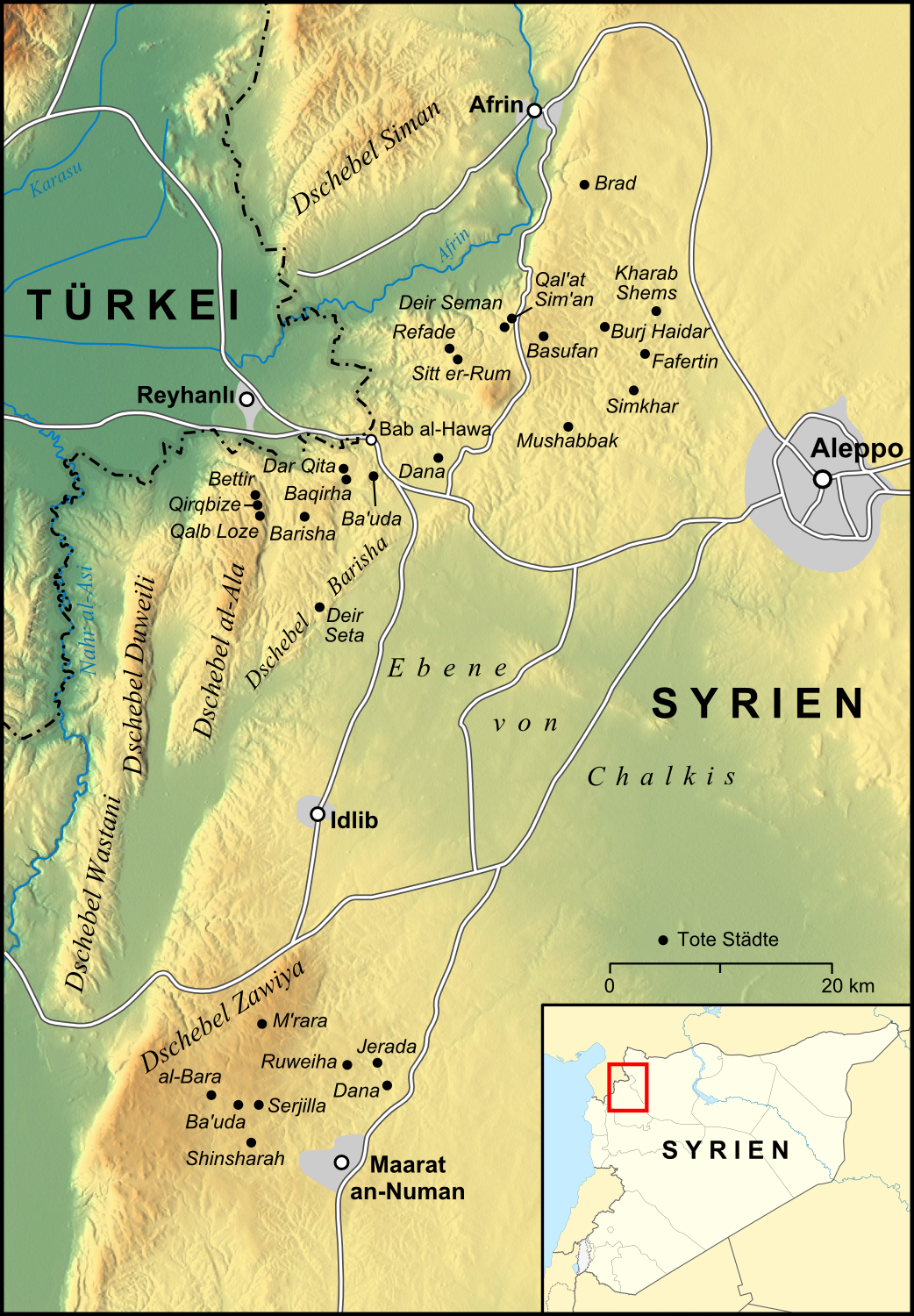
Duitstalige kaart van de Dode steden

De dode steden in Syrië zijn gelegen rondom de stad Ma'arrat al-Numan halverwege tussen Aleppo en Idlib. Het gaat om ruïnes van Romeinse en Byzantijnse nederzettingen die verspreid liggen over het omringende platteland en meestal zeer moeilijk bereikbaar zijn. De meest interessante plaatsen zijn Al Bara, Sergilla en Qirqbize. Verschillende gebouwen werden door UNESCO op de werelderfgoedlijst geplaatst onder de naam Oude dorpen van Noord-Syrië.
Al Bara ligt bij het huidige dorp Kafr. De dorpelingen gebruiken delen van de oude stad als olijf- en wijngaarden.
Al Bara was in de 5de – 6de eeuw een van de belangrijkste Byzantijnse steden van Syrië en was een groot religieus centrum. Er zijn overblijfselen van minstens vijf kerken en een klooster. Uitstekend bewaard zijn twee  graftombes met stenen daken in de vorm van een piramide. In een van de twee zijn nog sarcofagen aanwezig.
Sergilla is van oorsprong een Romeinse stad, redelijk klein zonder theater en zonder colonnades. Men vindt er wel de resten van huizen, openbare termen, een kerk en een andron.  
Een “andron” was een soort vergader- en ontspanningsruimte voor de mannelijke bewoners van de stad en zou thans een café of taverne genoemd worden. Het gebouw is een van best bewaarde Romeinse gebouwen wereldwijd. Het heeft twee verdiepingen en een dubbele zuilengang van drie kolommen op elk verdieping.
De eerder kleine kerk is driebeukig en dateert van het einde van de 4de eeuw.
Qirqbize is een derde interessante plek. Het is vooral bekend vanwege de Huiskerk van Qirqbize, een van de oudst bekende bouwwerken uit het christendom.
Deze steden  behoorden in 4de tot 6de eeuw tot het achterland van Antiochië.
In Ma'arrat al-Numan werd de Ottomaanse karavanserai uit 1563 omgebouwd tot een museum met een grote collectie Romeinse en vooral Byzantijnse mozaïeken afkomstig uit de dode steden.

## Externe links

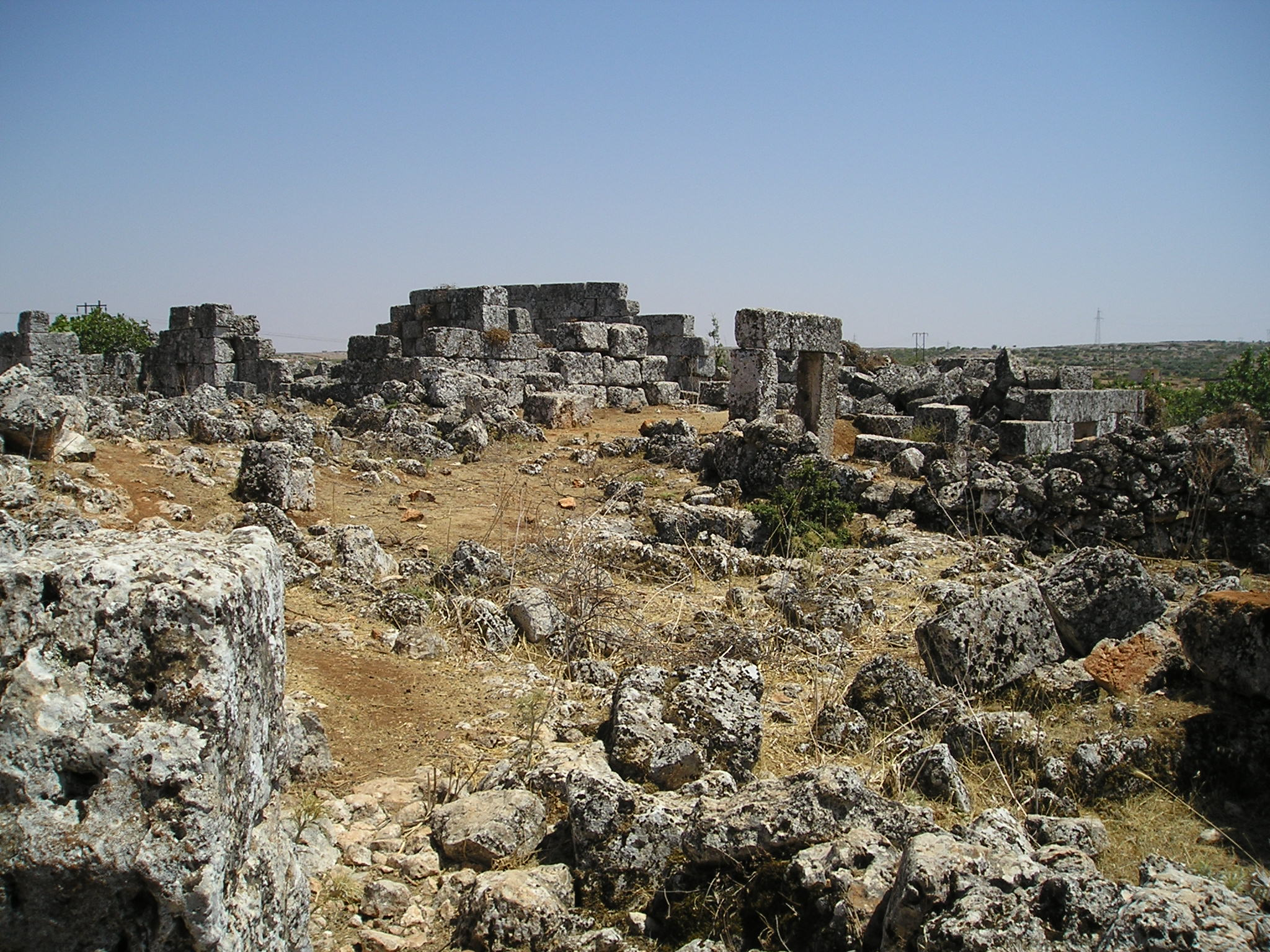
Ruïnes in Al Bara
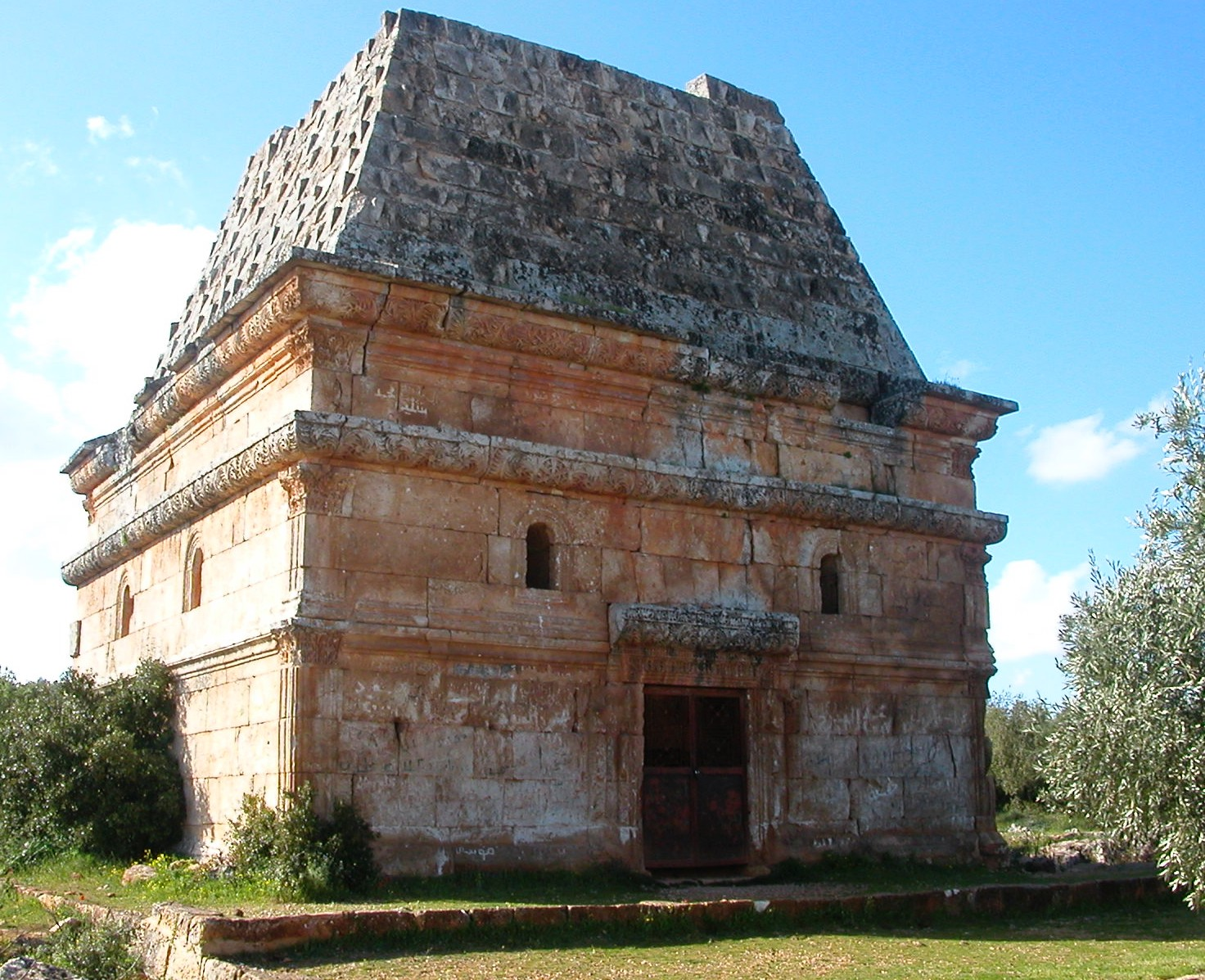
Graftombe in Al Bara
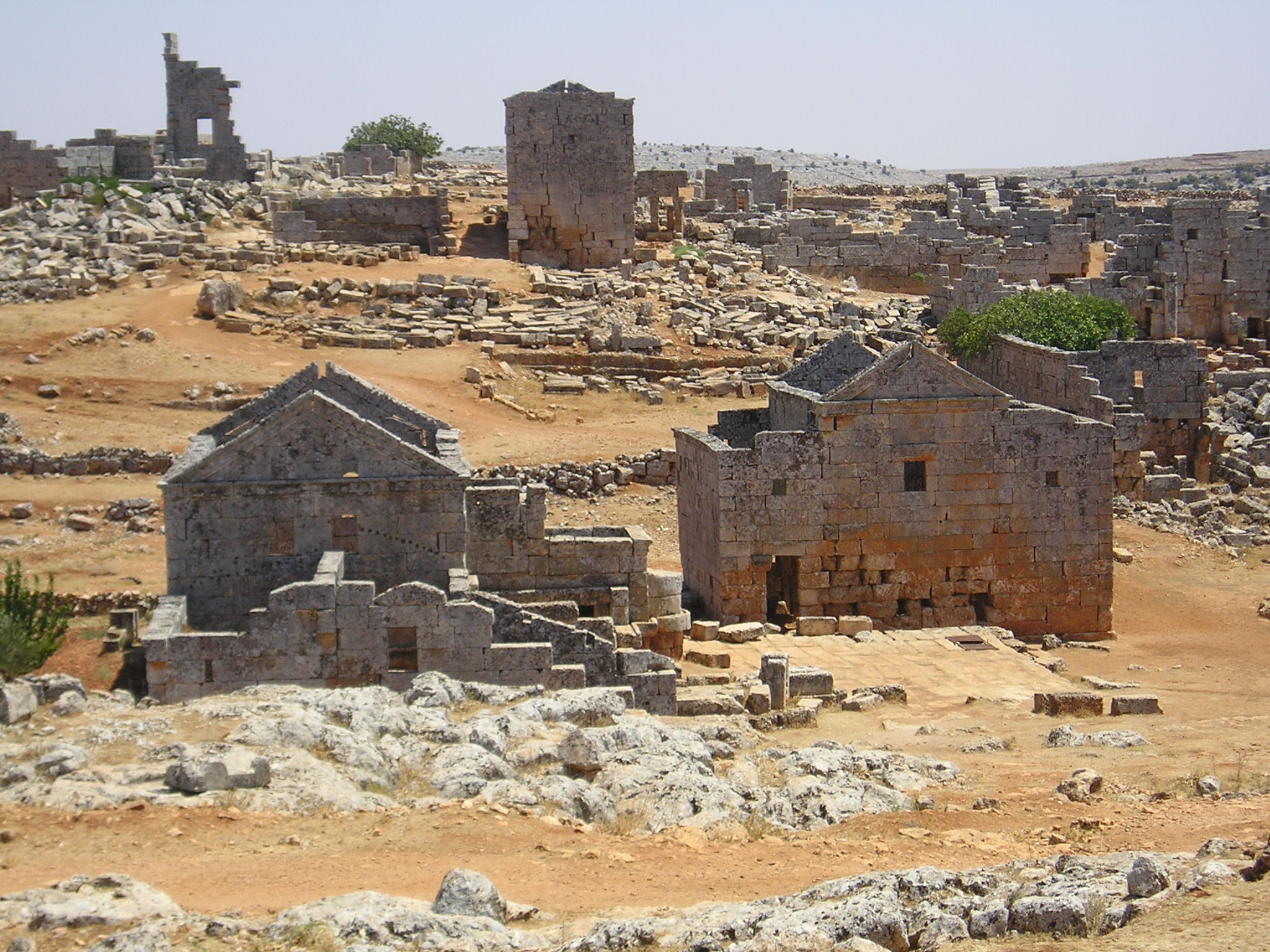
Ruïnes in Sergilla
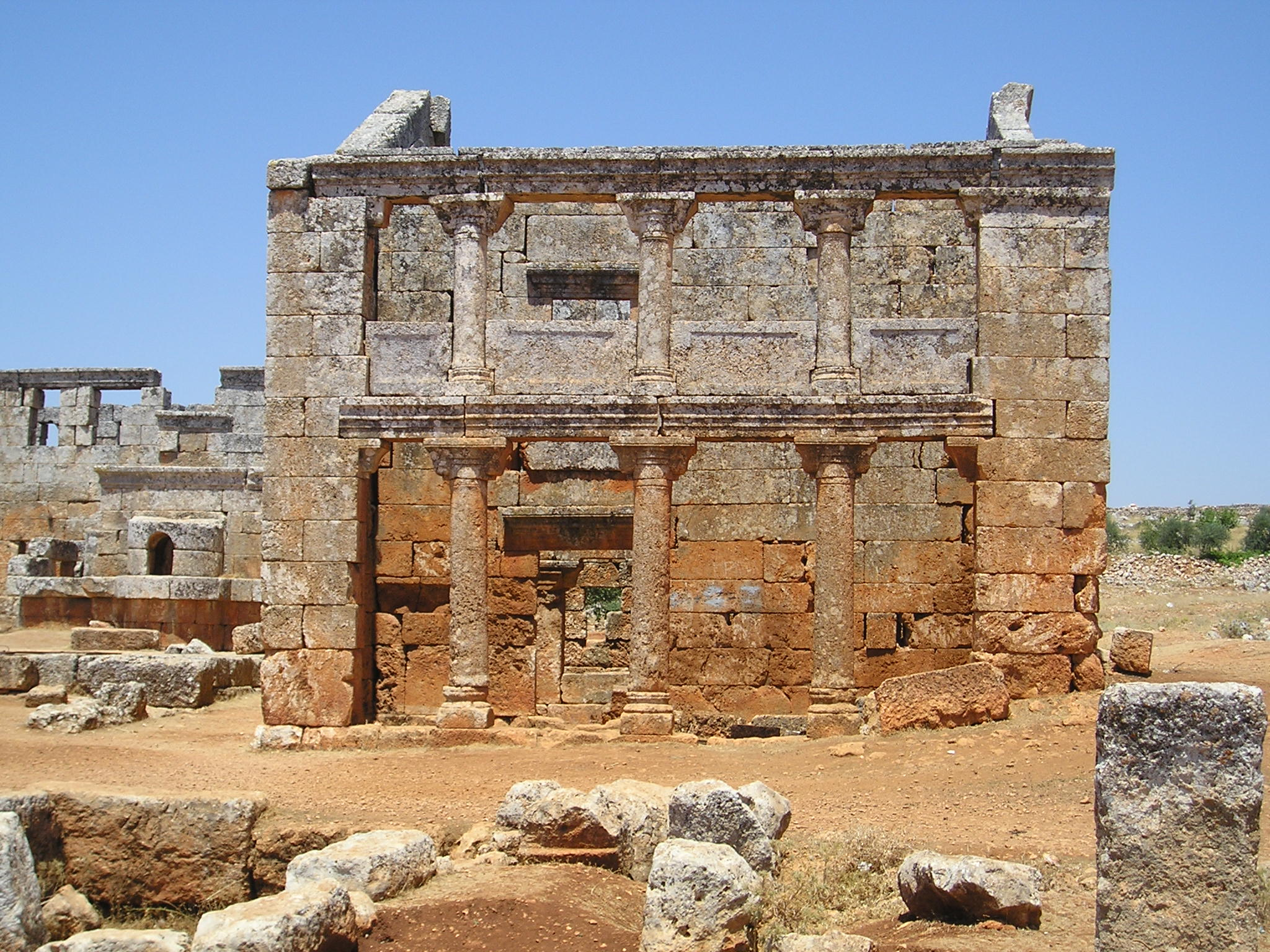
Andron in Sergilla